# Carpodacus
Carpodacus és un dels gèneres d'ocells de la família dels fringíl·lids (Fringillidae).

## Taxonomia
Segons la classificació del Congrés Ornitològic Internacional (versió 15.1, 2025), aquest gènere està format per 28 espècies:
- Pinsà carminat (Carpodacus erythrinus Pallas, 1770)
- Pinsà escarlata (Carpodacus sipahi Hodgson, 1836)
- Durbec de les Bonin (Carpodacus ferreorostris Vigors, 1829)
- Pinsà rosat estriat (Carpodacus rubicilloides Przevalski, 1876)
- Pinsà rosat del Caucas (Carpodacus rubicilla Güldenstädt, 1775)
- Pinsà rosat de Blyth (Carpodacus grandis Blyth, 1849)
- Pinsà rosat dorsivermell (Carpodacus rhodochlamys Brandt, JF, 1843)
- Pinsà rosat superb (Carpodacus pulcherrimus Moore, F, 1856)
- Pinsà rosat del pare David (Carpodacus davidianus Milne-Edwards, 1865)
- Pinsà rosat de Walton (Carpodacus waltoni Sharpe, 1905)
- Pinsà rosat cellut (Carpodacus rodochroa Vigors, 1831)
- Pinsà rosat d'Edwards (Carpodacus edwardsii Verreaux, J, 1871)
- Pinsà rosat alatacat (Carpodacus rodopeplus Vigors, 1831)
- Pinsà rosat de Sharpe (Carpodacus verreauxii David, A & Oustalet, 1877)
- Pinsà vinós (Carpodacus vinaceus Verreaux, J, 1871)
- Pinsà rosat de Taiwan (Carpodacus formosanus Ogilvie-Grant, 1911)
- Pinsà rosat del Sinaí (Carpodacus synoicus Temminck, 1825)
- Pinsà rosat pàl·lid (Carpodacus stoliczkae Hume, 1874)
- Pinsà rosat de Roborovski (Carpodacus roborowskii Przevalski, 1887)
- Pinsà de Sillem (Carpodacus sillemi Roselaar, 1992)
- Pinsà rosat cuallarg (Carpodacus sibiricus Pallas, 1773)
- (Carpodacus lepidus David, A & Oustalet, 1877)
- Pinsà rosat de Pallas (Carpodacus roseus Pallas, 1776)
- Pinsà rosat de tres bandes (Carpodacus trifasciatus Verreaux, J, 1871)
- Pinsà rosat de Thura (Carpodacus thura Bonaparte & Schlegel, 1850)
- Pinsà rosat de la Xina (Carpodacus dubius Przevalski, 1876)
- Pinsà pit-roig (Carpodacus puniceus Blyth, 1845)
- Pinsà rosat dels nerets (Carpodacus subhimachalus Hodgson, 1836)